# Santa Elena (El Salvador)
Santa Elena é um município de El Salvador, localizado no departamento de Usulután.